# Namdzjilyn Bajarsaichan
Namdzjilyn Bajarsaichan, född den 10 augusti 1965, är en mongolisk boxare som tog OS-brons i lättviktsboxning 1992 i Barcelona. I semifinalen förlorade han mot Marco Rudolph från Tyskland.